# AGREE
El AGREE (A praisal of G uidelines for R esarch and E valuation ) o Instrumento para la Evaluación de Guías de Práctica Clínica, o simplemente instrumento AGREE es un instrumento para la evaluación de guías de práctica clínica. Se trata de una herramienta, integrada por 23 ítems, que evalúa el rigor metodológico y la transparencia con la cual se elaboran estas guías. Ha sido desarrollado por un grupo internacional de investigadores y autores de guías.
Publicado por primera vez en 2003, en 2010 salió una segunda versión mejorada. Ha sido traducido a diversos idiomas y está respaldado por varias organizaciones para el cuidado de la salud.

## Misión
Las guías de práctica clínica son recomendaciones desarrolladas de forma sistemática para ayudar al profesional sanitario y al paciente a tomar las decisiones adecuadas en circunstancias clínicas específicas” . Su objetivo es “elaborar recomendaciones explícitas con la intención definida de influir en la práctica de los clínicos”.

## Objetivos
Actualmente, está disponible la 2.ª edición (AGREE II), cuyo objetivo es ofrecer un marco para:
1. Evaluar la calidad de las guías.
2. Proporcionar una estrategia metodológica para el desarrollo de guías.
3. Establecer qué información y cómo debe ser presentada en las guías.

## Descripción
Está diseñado para evaluar guías desarrolladas por grupos locales, regionales, nacionales o internacionales, así como por organizaciones gubernamentales.
Consta de 23 ítems agrupados en los siguientes 6 dominios referidos a las guías:
- Dominio 1. Alcance y Objetivo.
- Dominio 2. Participación de los implicados.
- Dominio 3. Rigor en la elaboración.
- Dominio 4. Claridad de la presentación.
- Dominio 5. Aplicabilidad.
- Dominio 6. Independencia editorial.

El AGREE II es genérico y puede aplicarse a guías sobre cualquier área de la enfermedad y sobre cualquier punto del continuado proceso de atención sanitaria. Incluye un Manual del Usuario que proporciona información explícita para la aplicación de cada uno de los 23 ítems.

## Derechos de copia y reproducción
El instrumento está disponible en la web de la AGREE Research Trust, organización oficial que gestiona los intereses del mismo, y puede ser reproducido y utilizado con fines educativos, por programas de garantía de calidad y para la evaluación crítica de guías de práctica clínica. No puede ser utilizado con fines comerciales o de publicidad.